# Navico
Navico es una compañía especializada en electrónica marina que proporciona equipos de navegación, instrumentos marinos, y sonares para pesca, tanto para el mercado recreativo, la pesca deportiva, y el sector de pesca comercial. Navico es uno de los proveedores más grandes del mundo de productos electrónicos marinos para el deporte y esparcimiento. 
Navico tiene su sede en Egersund, Noruega, e instalaciones en Estados Unidos, Reino Unido, Noruega, España, México y Nueva Zelanda. Su operación de manufactura se realiza en la fábrica localizada en Ensenada, Baja California.  

## Línea de tiempo
1946 Simonsen Radio es fundada por Willy Simonsen, dedicándose el desarrollo de equipo de ecosonda. Simrad Yachting nació de la unión de Simonsen Radio y otros pioneros de tecnología marina.
1955 Brookes & Gatehouse (B&G) es fundada por R.N Gatehouse y Ronald Brookes en el Reino Unido. 
1957 Lowrance Electronics es creada por Darrell Lowrance en Estados Unidos, y lanza el primer producto de sonar recreativo para pescadores de caña, el Fish-Lo-K-Tor, también conoció como la ‘Cajita verde'.
2003 Simrad Yachting adquiere B&G.
2005 Fondo Altor 2003 adquiere Simrad Yachting del Kongsberg Grupo.
2006 Altor Fund 2003 adquiere Lowrance Electronics.
2006 Navico estuvo es creada a través de la fusión de Simrad Yachting y Electrónica Lowrance por sus dueños comunes, Altor Fund 2003, una empresa de equidad privada sueca. 
2007 Navico adquiere el negocio de electrónica marino de Brunswick las tecnologías nuevas que crean el proveedor más grande del mundo de electrónica marina para barcas recreativas.
2016 Goldman Sachs y Altor Fund IV firman un acuerdo para adquirir Navico y Digital Marine Solutions, dueño de Jeppesen Marine, de Altor Fund 2003.
2016 Navico expande fabricar planta en Ensenada, añadiendo 50,000 pies cuadrados.
2017 Navico adquiere C-MAP, proporcionando productos de cartografía y servicios para todos los  tipos de ocio boaters, de pescadores y navegando entusiastas a powerboat dueños alrededor del mundo.
2019 Knut Frostad nombrado Presidente y CEO de Navico.

## Descripción de marcas

### B&G
Anteriormente Brookes y Gatehouse, B&G fue fundada hace más de 60 años y instrumentos electrónicos para navegar electrónica para navegación de vela y yates de carreras. Lo sistemas B&G son utilizados por embarcaciones de carreras, tanto profesionales como amateurs. Los productos de B&G abarcan equipamiento de navegación, instrumentos, autopilotos y radar, así como software para carreras y análisis de desempeño.

### Lowrance
Lowrance ha sido un fabricante de equipos de sonar para pesca y electrónica marina desde 1957. Lowrance introdujo al mercado el primer sonar de pesca de consumo, el primer sonar de pesca con pantalla a colores, el primer combo sonar/GPS, así como el primer sonar digital.  

### Simrad Yachting
Simrad Yachting tiene sus raíces hace más de setenta años atrás cuándo su fundador patentó un sistema de comunicación inalámbrica para barcos de pesca. Simrad Yachting es ahora una marca de electrónica marina qué fabrica una amplia gama de instrumentos para barcos recreativos de todas las  medidas, desde pequeñas barcas deportivas hasta yates y cruceros de lujo. Los productos de Simrad Yachting incluyen sistemas de navegación integrales de alto rendimiento, sistemas de despliegue de información con pantalla de tacto y control remoto, equipo de comunicaciones, piloto automático, electrónica de seguridad y sistemas de radar. 

### C-MAP
Fundado en 1985, C-MAP proporciona productos de cartografía y servicios para usuarios de embarcación recreativas, y de pesca. En marzo de 2020 C-MAP firma un contrato por cinco años con la Guardia Costera de Estados Unidos para proporcionar cartografía.